# Camalotal
Camalotal är en ort i Mexiko.   Den ligger i kommunen San Juan Bautista Tuxtepec och delstaten Oaxaca, i den sydöstra delen av landet, 400 km sydost om huvudstaden Mexico City. Camalotal ligger 88 meter över havet och antalet invånare är 843.
Terrängen runt Camalotal är platt åt nordost, men åt sydväst är den kuperad. Runt Camalotal är det ganska tätbefolkat, med 86 invånare per kvadratkilometer. Närmaste större samhälle är Tuxtepec, 17,4 km nordväst om Camalotal. Omgivningarna runt Camalotal är en mosaik av jordbruksmark och naturlig växtlighet.